# Yoshikazu Sugata
Yoshikazu Sugata (jap. 菅田順和 Sugata Yoshikazu; ur. 4 grudnia 1953 roku) – japoński kolarz torowy, dwukrotny medalista mistrzostw świata.

## Kariera
Pierwszy sukces w karierze Yoshikazu Sugata osiągnął w 1976 roku, kiedy zdobył brązowy medal w sprincie indywidualnym zawodowców podczas mistrzostw świata w Lecce. W zawodach tych wyprzedzili go jedynie Australijczyk John Nicholson oraz Giordano Turrini z Włoch. W tej samej konkurencji Sugata wywalczył również srebrny medal na rozgrywanych rok później mistrzostwach świata w San Cristóbal, ulegając jedynie swemu rodakowi Kōichiemu Nakano. Nigdy nie brał udziału w igrzyskach olimpijskich.